# Sveglia

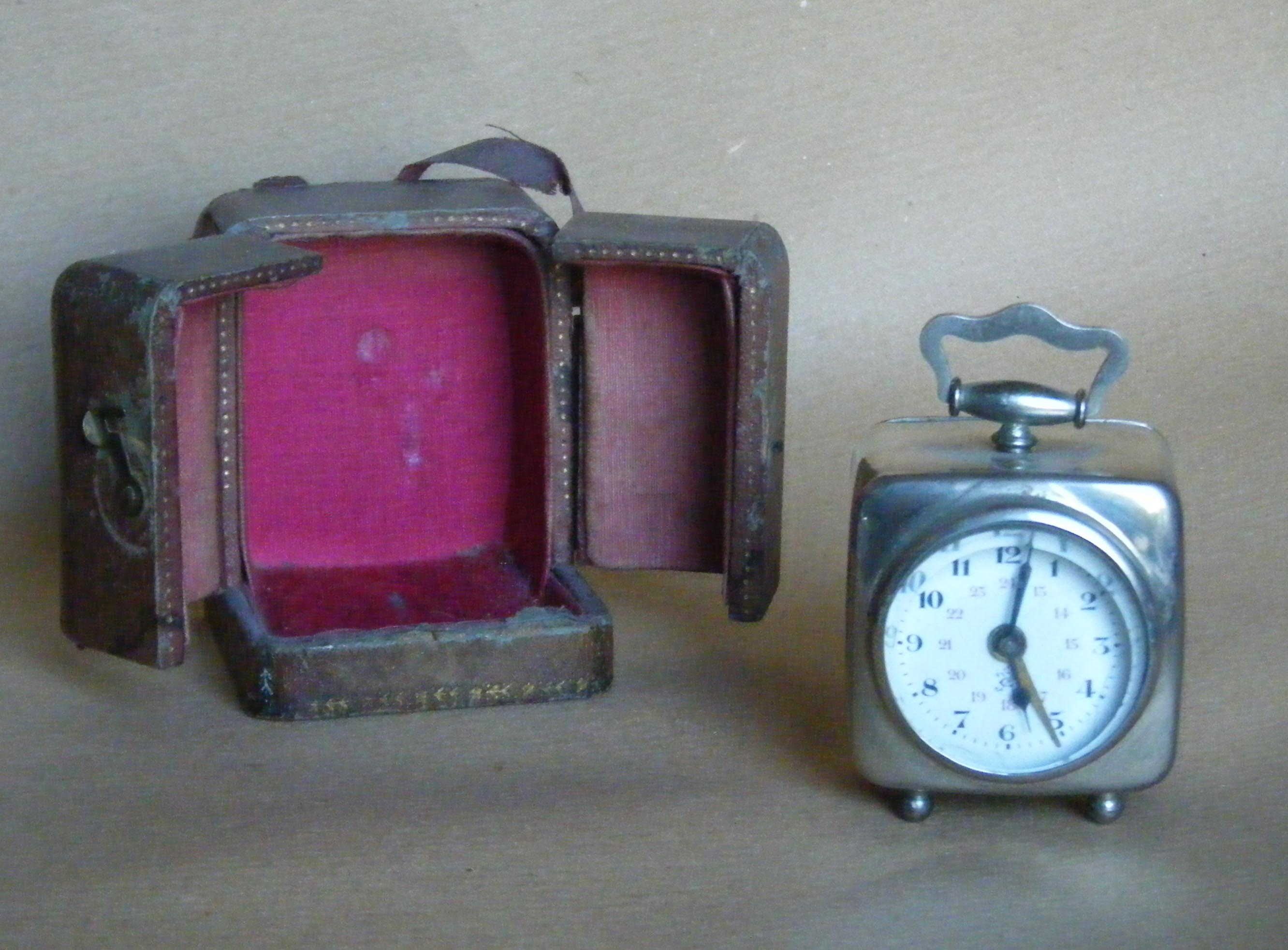
Sveglia da viaggio della fine dell'Ottocento

La sveglia è un apparecchio sonoro, generalmente incorporato in un orologio e in epoca moderna anche gadget di telefonia mobile, il cui scopo è quello di svegliare le persone o fare da promemoria; esistono anche le radiosveglie, combinate con una radio, in cui a fare da sveglia è il suono dei programmi radiofonici. Oltre ad avere una normale suoneria, certe sveglie sono in grado di emanare segnali luminosi o impulsi vibranti (come nel caso di telefoni cellulari).

## Descrizione

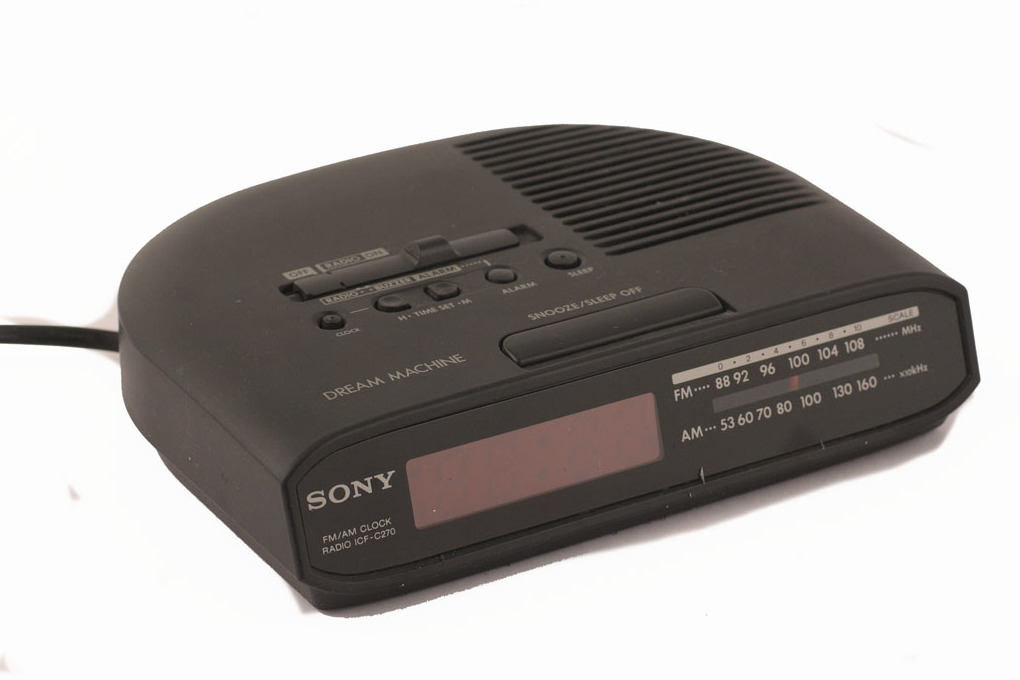
Una moderna radiosveglia marchiata Sony

Le sveglie analogiche all'interno del quadrante hanno una lancetta aggiuntiva che consente di specificare l'ora in cui si vuole attivare l'allarme. Normalmente sul retro dell'orologio è posto un interruttore per escludere la funzione di sveglia; nella parte superiore è presente un bottone denominato "snooze" che serve per disattivare l'allarme per un periodo. Le tradizionali sveglie meccaniche sono dotate di una o due campane che suonano per mezzo di un martelletto azionato da una molla che compie un movimento alternato. In altri modelli la funzione della campana è svolta dal rivestimento interno dell'orologio. 
Nelle sveglie di tipo digitale, per accedere alla funzione di allarme, è necessario entrare nel "menù sveglia" e selezionare l'ora prestabilita tramite pulsanti presenti sull'apparecchiatura. 

## Storia
Il primo sistema per svegliarsi ad un'ora stabilita fu inventato dai greci intorno all'anno 250 a.C.. Esso consisteva in un uccello meccanico che suonava quando la marea saliva di livello. La prima sveglia meccanica pare si debba al turco Taqi al-Din, che la descrisse nel suo libro del 1559 Al-Kawākib al-durriyya fī wadh' al-bankāmat al-dawriyya. Per farla suonare a una determinata ora, era sufficiente posizionare un piolo sul quadrante circolare in corrispondenza dell’ora in cui si voleva che la sveglia suonasse; essa emetteva uno squillo automatico che iniziava nell'intervallo di tempo specificato. 
La sveglia come la si conosce oggi è invece un'invenzione fatta nel 1787 dall'orologiaio americano Levi Hutchins; il dispositivo gli serviva perché per ragioni di lavoro era costretto ad alzarsi con precisione alle 4 del mattino, un'ora in cui non vi era luce. Il francese Antoine Redier fu il primo a brevettare una sveglia meccanica regolabile, nel 1847.

## Tipi di sveglie

### Sveglia da comodino
Sono le sveglie più classiche e diffuse, possono essere a schermo digitale o con quadrante analogico, si possono trovare alimentate a batterie o meccaniche.

### Per utenza disabile
Molto spesso i sordi non sono in grado di percepire i suoni durante il riposo; per questa evenienza esistono sveglie munite di luci lampeggianti. Possono essere prive o integrate con un dispositivo sonoro; esistono anche sveglie connesse a dispositivi vibranti (piccoli inserti collocati all'interno dei cuscini, oppure posti sotto le colonne del letto).

### Sveglia da computer e cellulari
Alcuni programmi per PC emulano le funzioni di una sveglia tradizionale. Nella maggior parte dei casi essi consentono di impostare un numero limitato o illimitato di allarmi con suonerie personalizzabili; in modo analogo funzionano i moderni cellulari e smartphone. Eccetto alcuni casi particolari, le sveglie non richiedono l'accensione del dispositivo per far funzionare l'allarme; infatti per i telefoni dotati di sveglia integrata è prevista la funzione di autoaccensione.

### Temporizzatori usati come sveglie
I temporizzatori possono essere utilizzati per accendere qualsiasi apparecchio che sveglierà la persona all'ora prestabilita. Possono attivare allarmi, luci, campanelli, radio e televisioni, macchine per il caffè o del tè che sveglieranno l'utente con la fragranza della bevanda preparata.